# Escenaris RCP

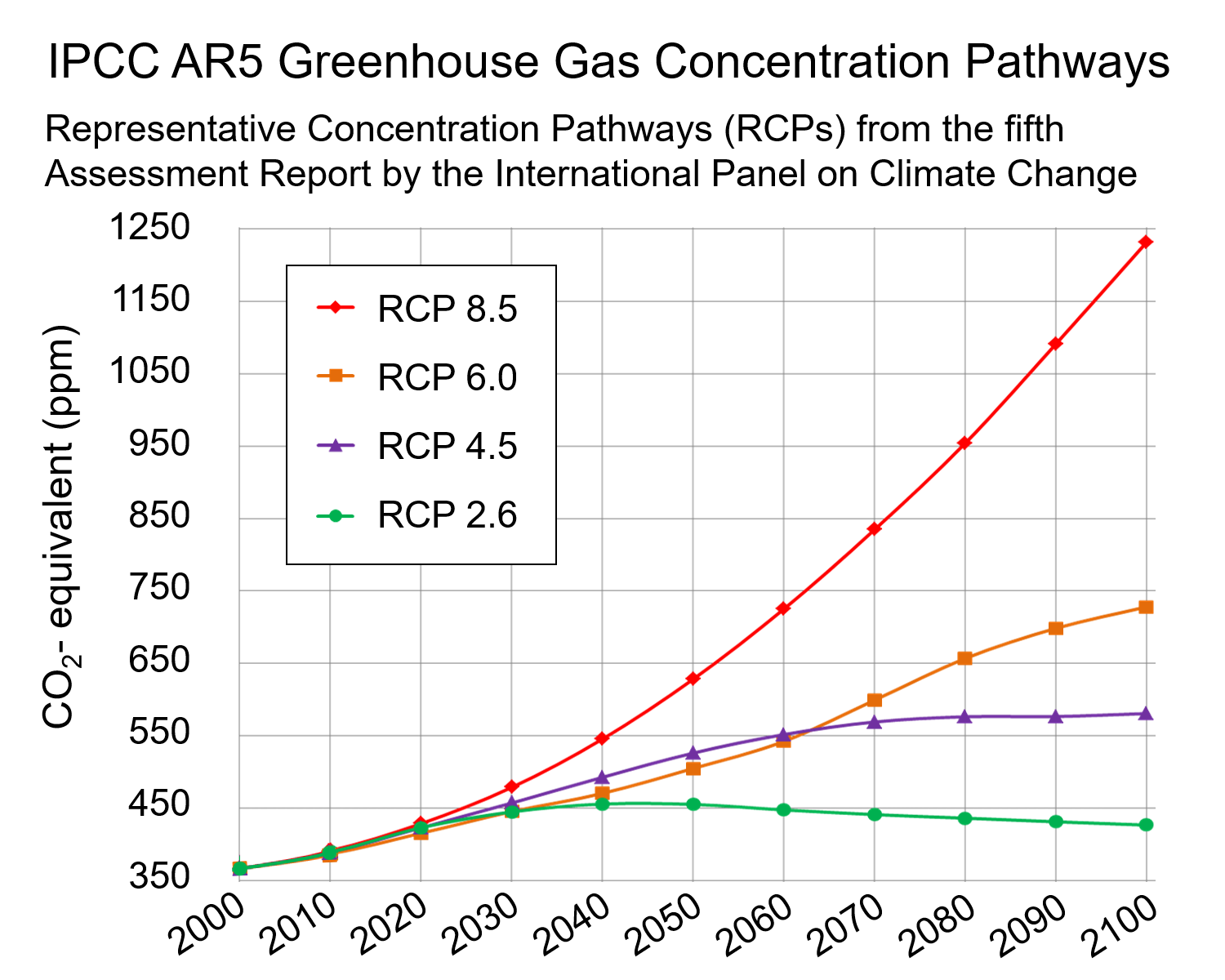
Concentracions atmosfèriques de CO₂-equivalent de tots els agents de forçament segons els escenaris RCP (ppmv).

Els escenaris RCP són quatre escenaris d'emissions sobre l'evolució estimada de l'emissió i concentració de gasos amb efecte d'hivernacle a l'atmosfera durant el segle xxi. RCP és l'abreviació de l'anglès, Representative Concentration Pathways, trajectòries representatives de concentració. El escenaris van ser stablerts pel Grup Intergovernamental d'Experts sobre el Canvi Climàtic (GIECC, en anglès: IPCC) per a l'elaboració del seu cinquè informe d'avaluació.
Els quatre escenaris RCP són: RCP2.6, RCP4.5, RCP6.0 i RCP8.5. El nom es basa en el possible rang de valors de forçament radiatiu assolit l'any 2100 (2,6; 4,5; 6,0 i 8,5 W/m², respectivament). L'escenari RCP8.5 segueix el rang més alt d'emissions de gasos amb efecte d'hivernacle, amb concentracions que creixen ràpidament; els escenaris RCP6 i RCP4.5 mostren una estabilització de la concentració de CO₂ a partir de mitjan segle xxi; i l'escenari RCP2.6 té un màxim de concentració de CO₂ sobre 2050 amb una disminució fins a 400 ppm cap a la fi del segle.
Aquests escenaris substitueixen els de l'Informe Especial sobre Escenaris d'Emissions, que s'havien utilitzat en els anteriors informes d'avaluació de l'IPCC (TAR i AR4).